# Магдалена Ґросс
Магдалена Ґросс-Зелінська (пол. Magdalena Gross; 18 січня 1891, Варшава — 17 червня 1948, Варшава) — польська скульпторка єврейського походження.

## Життєпис
Народилась 1891 року у Варшаві. Навчалась у Варшавській школі образотворчих мистецтв, де її наставниками були Тадеуш Бреєр та Анна Куна, а також Франческо Сімі у Флоренції.
У своїй творчості Магдалена спеціалізувалася на камерному портреті та анімалістичній скульптурі (наприклад, Японська гуска, 1934). Вона також займалася мистецтвом та ремеслами, але більша частина її робіт була втрачена під час Другої світової війни.
Під час німецької окупації Польщі М. Ґросс переховувалася спочатку у Варшавському зоопарку, де їй допомагали Ян та Антоніна Жабинські, а потім — в будинку Рендзнерів у Варшаві. У той період їй також допомагав Адам Процький, який надавав матеріали, необхідні для художньої творчості.
Померла М. Ґросс у 1948 році й похована на кладовищі, розташованому на вул. Валбжиській у Варшаві.

## У кінематографі
Історію, пов'язану із переховуванням Магдалени у варшавському зоопарку, було взято за основу сюжету американського художнього фільму «Дружина доглядача зоопарку» (2017, у Польщі — під назвою «Притулок. Розповідь про євреїв, котрі переховувалися у варшавському зоопарку»).

## Вшанування пам'яті
В одній із кімнат у підвалі вілли «Під шаленою зіркою», в якій проживали Жабинські, де вона переховувалася, облаштовано меморіальну кімнату, в якій розміщені фотографії її творів та збережені скульптури тварин.